# Hemeroblemma filia
Hemeroblemma filia là một loài bướm đêm trong họ Erebidae.